# بخش دهلی مرکزی
بخش دهلی مرکزی (به انگلیسی: Central Delhi) یک منطقهٔ مسکونی در هند است که در دهلی واقع شده‌است. بخش دهلی مرکزی ۵۸۲٬۳۲۰ نفر جمعیت دارد.